# G. de B. Robinson Award
Der G. de B. Robinson Award ist ein Preis der Canadian Mathematical Society für herausragende Arbeiten, die in ihren Zeitschriften Canadian Journal of Mathematics (CJM) und Canadian Mathematical Bulletin (CMB) veröffentlicht wurden – in geraden Jahren aus den letzten zwei Jahrgängen des CJM, in ungeraden aus denen des CMB. Er ist nach dem ehemaligen Präsidenten der CMS Gilbert de Beauregard Robinson (1902–1992) benannt, der mit H. S. M. Coxeter das CJM gegründet hatte und jahrzehntelang dessen Herausgeber war.

## Preisträger
- 1996 Henri Darmon für Thaine’s method for circular units and a conjecture of Gross, CJM 47, 1995, 302–317; Edwin A. Perkins, Steven N. Evans für Measure-Valued Branching Diffusions with Singular Interactions, CJM 46, 1994, Heft 1.
- 1997 Jason Levy für A note on the relative trace formula, CMB 38, 1995, 450–461.
- 1998 Ranee Brylinski für Quantization of the 4-dimensional nilpotent orbit of SL(3, R), CJM 49, 1997, 916–943.
- 1999 nicht vergeben.
- 2000 Ravi Vakil für Characteristic numbers of quartic plane curves, CJM 51, 1999, 1089–1120.
- 2001 Patrick Gilmer für Topological quantum field theory and strong shift equivalence, CMB 42, 2000, 190–197.
- 2002 Manfred Kolster, Victor Snaith, Ted Chinburg für Comparison of K-theory Galois module structure invariants, CJM 52, 2000, 47–91.
- 2003 James Arthur für A note on the automorphic Langlands group, CMB 45, 2002, 466–482.
- 2004 Victor Havin, Javad Mashreghi für Admissible majorants for model subspaces H2, Teil 1,2, CJM 55, 2003, 1231–1263, 1264–1301.
- 2005 Yu-Ru Liu für A generalization of the Turán theorem and its generalizations und A generalization of the Erdős-Kac theorem and its generalizations, CMB, 2004.
- 2006 Malcolm Harper für {\displaystyle \mathbf {Z} ({\sqrt {14}})} is euclidean, CJM 56, 2004, 55–70.
- 2007 Ronald van Luijk für A K3 surface associated with certain integral matrices having integral eigenvalues, CMB 49, 2006, 560–577.
- 2008 Iosif Polterovich, Dmitry Jakobson, Nikolai Naidrashvili für Extremal metric for the first eigenvalue on a Klein bottle, CJM 58, 2006, 381–400.
- 2009 Vladimir Manuilov, Klaus Thomsen für On the lack of inverses to C*-extensions of property T algebras, CMB 50, 2007, 268–283.
- 2010 Wilhelm Winter, Andrew Toms für Z-stable ASH algebras, CJM 60, 2008, 703–720
- 2011 Hugh Thomas, Alexander Yong für Multiplicity free Schubert calculus, CMB 53, 2010, 171–186.
- 2012 Mireille Capitaine, Benoît Collins, Teodor Banica, Serban Belinschi für Free Bessel Laws, CJM 63, 2011, 3–37.
- 2013 Kenneth Davidson, Alex Wright für Operator algebras with unique preduals, CMB 54, 2011, 411–421.
- 2014 Jonathan M. Borwein, Armin Straub, James Wan, Wadim Zudilin, Jan Nekovář für Densities of Short Uniform Random Walks, CJM 64, 2012, 961–990.
- 2015 Philippe Gille für Octonion algebras over rings are not determined by their norms, CMB 57, 2014, 303–309.
- 2016 Jim Agler, John Edward McCarthy für Global Holomorphic Functions in Several Noncommuting Variables, CJM 67, 2015, 241–285.
- 2017 Alan Beardon für Non-discrete Frieze Groups, CMB 59, 2016, 234–243.
- 2018 Patrick Ingram für Rigidity and height bounds for certain post-critically finite endomorphisms of PN, CJM 68, 2016, 625–654; und Anastasia Stavrova für Non-stable K1-functors for Multiloop Groups, CJM 68, 2016, 150–178.
- 2019 Lars Louder, Henry Wilton für Stackings and the W-cycles Conjecture, CMB 60, 2017, 604–612.
- 2020 Chao Zhang für Ekedahl-Oort Strata for Good Reductions of Shimura Varieties of Hodge Type, CJM 70, 2018, 451–480.
- 2021 Catalin Badea, Vincent Devinck, Sophie Grivaux für Escaping a Neighborhood along a Prescribed Sequence in Lie Groups and Banach Algebras, CMB 63, 2020, 484–505.
- 2022 Chih-Whi Chen, Kevin Coulembier für The Primitive Spectrum and Category for the Periplectic Lie Superalgebra, CJM 72, 2020, 625–655.
- 2023 Hector Pasten für Arithmetic derivatives through geometry of numbers, CMB 65, 2021, 906–923.
- 2024 Michiya Mori, Peter Šemrl, David E. V. Rose, Logan Tatham für Loewner’s theorem for maps on operator domains, CJM 75, 2023, 912–944.
- 2025 Isabelle Chalendar, Jonathan R. Partington für Phase Retrieval on Circles and Lines, CMB 67, 2024, 927–935.